# ناپایداری کلوین–هلمهولتز
ناپایداری کلوین–هلمهولتز(به انگلیسی: Kelvin–Helmholtz instability) زمانی رخ می‌دهد که سیال در حال جریان، تحت تنش برشی قرار گیرد یا سیال در ناحیه لایه مرزی دو سیال با سرعت‌های مختلف باشد.نمونه‌هایی از این پدیده در حرکت لایه بالایی آب در اثر وزش باد، نقطه سرخ سطح مشتری، حرکت ابرها و آب اقیانوس ها دیده می‌شود.این پدیده نخستین بار توسط دو فیزیکدان مشهور به نام‌های لرد کلوین و هرمان فون هلمهولتز توصیف شد.